# Binzhou (Shaanxi)
Binzhou (彬州市S, BīnzhōuP), già contea di Bin, è una città-contea della Cina, situata nella provincia dello Shaanxi e amministrata dalla prefettura di Xianyang.